# Valeria (Frau Sullas)
Valeria war die fünfte Ehefrau des römischen Diktators Lucius Cornelius Sulla Felix. Sie war die Tochter eines Valerius Messalla und Schwester von Marcus Valerius Messalla Rufus, der 53 v. Chr. Konsul war.
Nach Plutarch war sie eine bemerkenswert schöne Frau, die sich von ihrem ersten Ehemann scheiden ließ. Plutarch nennt jedoch weder Namen noch Grund.
Valeria und Sulla lernten sich bei Gladiatorenspielen in Rom kennen und heirateten kurz darauf. Als Sulla 78 v. Chr. starb, war sie schwanger und gebar nach einigen Monaten Cornelia Postuma.